# Lijst van parochies in het bisdom Helsingør
Deze pagina bevat een overzicht van parochies van het bisdom Helsingør in Denemarken. Het bisdom telt 147 parochies (hieronder 147).
- Alsønderup (parochie)
- Annisse (parochie)
- Asminderød (parochie)
- Avedøre (parochie)
- Bagsværd (parochie)
- Ballerup (parochie)
- Birkerød (parochie)
- Bistrup (parochie, Rudersdal)
- Blistrup (parochie)
- Blovstrød (parochie)
- Brøndby Strand (parochie)
- Brøndbyøster (parochie)
- Brøndbyvester (parochie)
- Buddinge (parochie)
- Christians (parochie, Lyngby-Taarbæk)
- Draaby (parochie)
- Dyssegård (parochie)
- Egebæksvang (parochie)
- Engholm (parochie)
- Esbønderup (parochie)
- Farum (parochie)
- Ferslev (parochie, Frederikssund)
- Fløng (parochie)
- Frederiksborg Slotssogn
- Frederikssund (parochie)
- Frederiksværk (parochie)
- Gadevang Kirkedistrikt
- Gammel Holte (parochie)
- Ganløse (parochie)
- Gentofte (parochie)
- Gerlev (parochie, Frederikssund)
- Gilleleje (parochie)
- Gladsaxe (parochie)
- Glostrup (parochie)
- Gørløse (parochie)
- Græse (parochie)
- Græsted (parochie)
- Grøndalslund (parochie)
- Grønholt (parochie)
- Grønnevang (parochie)
- Gurre Kirkedistrikt
- Haralds (parochie)
- Hareskov Kirkedistrikt
- Hedehusene (parochie)
- Hellebæk (parochie)
- Hellerup (parochie, Gentofte)
- Helleruplund (parochie)
- Helsinge (parochie)
- Hendriksholm (parochie)
- Herlev (parochie)
- Herstedøster (parochie)
- Herstedvester (parochie)
- Hillerød (parochie)
- Høje Tåstrup (parochie)
- Hornbæk (parochie, Helsingør)
- Hørsholm (parochie)
- Humlebæk (parochie)
- Hvidovre (parochie)
- Ishøj (parochie)
- Islebjerg (parochie)
- Islev (parochie)
- Jægersborg (parochie)
- Jørlunde (parochie)
- Karlebo (parochie)
- Kokkedal (parochie)
- Kongens Lyngby (parochie)
- Kregme (parochie)
- Krogstrup (parochie)
- Kyndby (parochie)
- Ledøje (parochie)
- Lille Lyngby (parochie)
- Lillerød (parochie)
- Lindehøj (parochie)
- Lundtofte (parochie)
- Lynge (parochie, Allerød)
- Maglegårds (parochie)
- Måløv (parochie)
- Mårum (parochie)
- Melby (parochie, Frederiksværk-Hundested)
- Mørdrup (parochie)
- Mørkhøj (parochie)
- Nærum (parochie)
- Nødebo (parochie)
- Nørre Herlev (parochie)
- Ny Holte (parochie)
- Nygårds (parochie)
- Ølsted (parochie, Frederiksværk-Hundested)
- Ølstykke (parochie)
- Oppe Sundby (parochie)
- Opstandelseskirkens (parochie)
- Ordrup (parochie)
- Pederstrup (parochie, Ballerup)
- Præstebro (parochie)
- Præstevang (parochie)
- Ramløse (parochie)
- Reerslev (parochie, Høje-Taastrup)
- Risbjerg (parochie)
- Rødovre (parochie)
- Rønnevang (parochie)
- Rungsted (parochie)
- Sankt Mariæ (parochie)
- Sankt Olai (parochie, Helsingør)
- Selsø (parochie)
- Sengeløse (parochie)
- Sigerslevvester (parochie)
- Skævinge (parochie)
- Skibby (parochie)
- Skoven Kirkedistrikt
- Skovlunde (parochie)
- Skovshoved (parochie)
- Skuldelev (parochie)
- Slagslunde (parochie)
- Slangerup (parochie)
- Smørum (parochie)
- Snostrup (parochie)
- Søborg (parochie)
- Søborggård (parochie)
- Søborgmagle (parochie)
- Søllerød (parochie)
- Sorgenfri (parochie)
- Stengård (parochie)
- Stenløse (parochie, Egedal)
- Sthens (parochie)
- Strandmarks (parochie)
- Strø (parochie)
- Taarbæk (parochie)
- Tåstrup Nykirke (parochie)
- Tibirke (parochie)
- Tikøb (parochie)
- Tjæreby (parochie, Hillerød)
- Torslunde (parochie, Ishøj)
- Torup (parochie, Hundested)
- Uggeløse (parochie)
- Ullerød (parochie)
- Uvelse (parochie)
- Værløse (parochie)
- Valby (parochie, Gribskov)
- Vallensbæk (parochie)
- Vangede (parochie)
- Vedbæk (parochie)
- Vejby (parochie, Gribskov)
- Veksø (parochie)
- Vellerup (parochie)
- Vestervang (parochie, Helsingør)
- Villingerød (parochie)
- Vinderød (parochie)
- Virum (parochie)